# Hartbert von Utrecht
Hartbert, auch Heribert († 12. November 1150) war Bischof von Utrecht.
Hartbert stammte aus geringem Stand zu Bierum in den Groninger Ommelanden. Er wurde am 24. Juli 1138 zum Bischof geweiht. Er war ein von der hohen Würde seines Amtes durchdrungener, stolzer Kirchenfürst, dabei ein tüchtiger Krieger, dessen Blicke und Worte auch den Mächtigsten Schrecken einflößten. Wie Beka sagt, brachte er nicht allein das aufrührerische Groningen zur Ruhe, 1143, und besiegte den Grafen von Bentheim, der im Bunde mit dem Grafen Dietrich VI. von Holland in Drenthe einfiel, sondern zwang auch letzteren, der ihn in Utrecht eingeschloss, durch Androhung des Bannes, um Friede und Versöhnung zu bitten. Unter seiner Regierung ereignete sich jener große Brand, der die Stadt Utrecht bis auf die St. Salvatorkirche einäscherte. In hoher Gunst bei Konrad III. erwarb er von demselben die Bestätigung des Privilegs, das Friesland dem Utrechter Stuhl schenkte.